# Castelló (Navès)
Castelló és una masia situada al municipi de Navès, a la comarca catalana del Solsonès. Al costat hi trobem les ruïnes del Castell de Castelló.